# Fraude contra credores
A fraude contra credores faz parte de um instituto tipicamente processual. Ela é a forma em que o devedor, tem a intenção de prejudicar ou causar algum dano ao credor no âmbito de receber o que é seu de direito. A fraude pode ser caracterizada pela má-fé, o que deixa nítido e passa o intuito de lesar o credor.

## Fraude contra credores
A fraude contra credores é regida pelos artigos 158 a 165 do Código Civil Brasileiro. É identificada como vicio social do devedor por descumprir com a obrigação assumida diante o credor, executado seja ele em um contrato verbal, ou expresso.
É ordenado pela responsabilidade patrimonial, ou seja, o patrimônio do devedor responde por suas obrigações formalizadas e assumidas na elaboração do contrato. Para definir a fraude contra credores, o devedor é considerado insolvente ou se torna insolvente para não honrar sua divida.

## Requisitos para a caracterização da fraude contra credores
a) Eventus damni
o devedor torna-se insolvente no ato da transferência de bens encontrados em seu nome, para terceiros. O prejuízo é causado ao credor pela insolvabilidade do devedor. A condição em que se encontra o devedor é inadimplente onde não se tem a possibilidade de quita sua dívida, tendo ele ciência ou não do estado em que se encontra.
b) Consilium fraudis
É o conluio fraudulento, onde se tem a intenção de prejudicar o credor, as partes (devedor e terceiro) tem a consciência do prejuízo que causarão, pelo ato da alienação dos bens que sustentariam o cumprimento do negócio. O fazem com má-fé, com o intuito de prejudicar o credor, ao não se encontrar bens que possam suprir a expectativa do credor em receber o que lhe é seu de direito. Se houver boa-fé do adquirente não se identifica o consilium fraudis.
Como se fosse o prejuízo causado ao credor pela insolvabilidade do devedor ao efetuar oao credor pela insolvabilidade do devedor ao efetuar-se o negócio, ou deste resultante por causa de fraude. Permite a ação pauliana.
Há uma ação judicial apropriada - a  "Ação revocatória" ou "Ação Pauliana"  para o credor anular os atos lesivos aos seus direitos, praticados enganosamente pelo devedor.
Dessa forma, a dilapidação do patrimônio do devedor, ardilosamente arquitetada, de forma tal que não lhe restem bens suficientes para cumprir a obrigação que tem com o credor, pode ser considerada fraude contra credores, pois ainda que esses busquem os meios judiciais disponíveis para executar seus créditos, o devedor já não terá bens suficientes para honrá-los. O patrimônio do devedor é a garantia da satisfação das responsabilidades assumidas. Sendo principio elementar do Direito a ampla liberdade de dispor de seus bens, uma vez que a prerrogativa de alienação é elementar do direito de propriedade, a fraude contra credores se caracteriza quando o devedor for insolvente ou quando se tratar de pessoa que, por atos malsinados, venha a torna-se insolvente.
O credor que não possua garantia real, privilegiada, conta exclusivamente com a garantia genérica lastreada nos bens do devedor. Estes credores, chamados quirografários, portadores da garantia comum, serão prejudicados caso o patrimônio seja diminuído e com isso sua garantia de recebimento dos créditos. O devedor, a fim de não honrar seus compromissos poderá realizar: a alienação gratuita ou onerosa dos bens, pela renúncia da herança, pelo privilégio concedido a um dos credores e por tantos outros meios capazes de diminuir a garantia do credor. A legislação nos art.158 a 165 do Código Civil sob o título de "Da fraude contra credores" visa resguardar os direitos prejudicados com as citadas ações, possibilitando a anulação dos negócios jurídicos celebrados.

### Citações
Silvio de Salvo Venosa ensina que "a fraude é o mais grave ato ilícito, destruidor das relações sociais, responsável por danos de vulto e, na maioria das vezes, de difícil reparação."
Conceitua Silvio Rodrigues "(..)diz-se haver fraude contra credores, quando o devedor insolvente, ou na iminência de torna-se tal, pratica atos suscetíveis de diminuir seu patrimônio, reduzindo, desse modo, a garantia que este representa, para resgate de dívidas."
De acordo com Serpa Lopes [carece de fontes?]"constitui fraude contra credores a prática maliciosa, pelo devedor, de atos que desfalcam o seu patrimônio, com o escopo de colocá-lo a salvo de uma execução por dívidas em detrimento dos direitos creditórios alheios".
O conceito de fraude contra credores é composto de dois elementos fundamentais. O elemento objetivo, ou seja, o eventus damni, verificado em todo ato capaz de prejudicar o credor, não só por tornar o devedor insolvente ou por ter sido realizado em estado de insolvência, como também por reduzir a garantia tornando-a insuficiente para atender ao crédito. O elemento subjetivo, isto é, o consilium fraudis, caracterizado pela má-fé, a intenção de prejudicar do devedor ou do devedor aliado a terceiro, ilidindo os efeitos da cobrança. O posicionamento doutrinário a respeito da relevância do animus nocendi, que significa o propósito deliberado de prejudicar credores é controverso.
A verificação de consilium fraudis e o eventus damni concorrendo, caracteriza o defeito do ato jurídico. Os credores quirografários poderão se valer da ação revocatória ou pauliana para anular o negócio celebrado, fundamentada na prova de insolvência do alienante-devedor.